# Pusté Pole
Pusté Pole (allemand : Wüstfeld ) est un village de Slovaquie situé dans la région de Prešov.

## Histoire
Première mention écrite du village en 1956.

## Démographie

### Évolution de la population
| Année:               | 1994. | 2004.   | 2014.   | 2024.   |
| -------------------- | ----- | ------- | ------- | ------- |
| Nombre de personnes: | 209   | 226     | 224     | 223     |
| Différence:          |       | +8,13 % | -0,88 % | -0,44 % |

| Année:               | 2023. | 2024.   |
| -------------------- | ----- | ------- |
| Nombre de personnes: | 217   | 223     |
| Différence:          |       | +2,76 % |